# Polygala vulgaris
La polígala común o serranilla (Polygala vulgaris) es una planta de la familia de las poligaláceas.

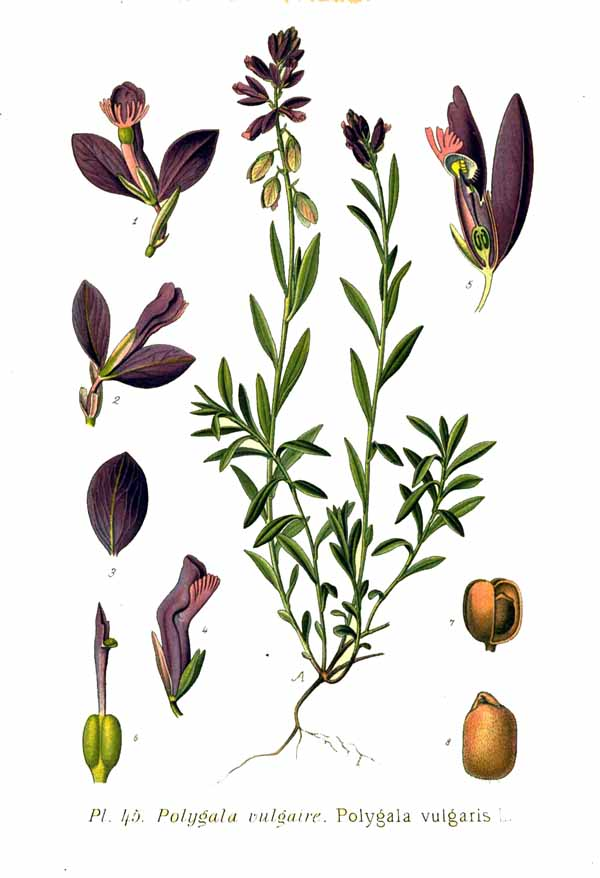
Ilustración

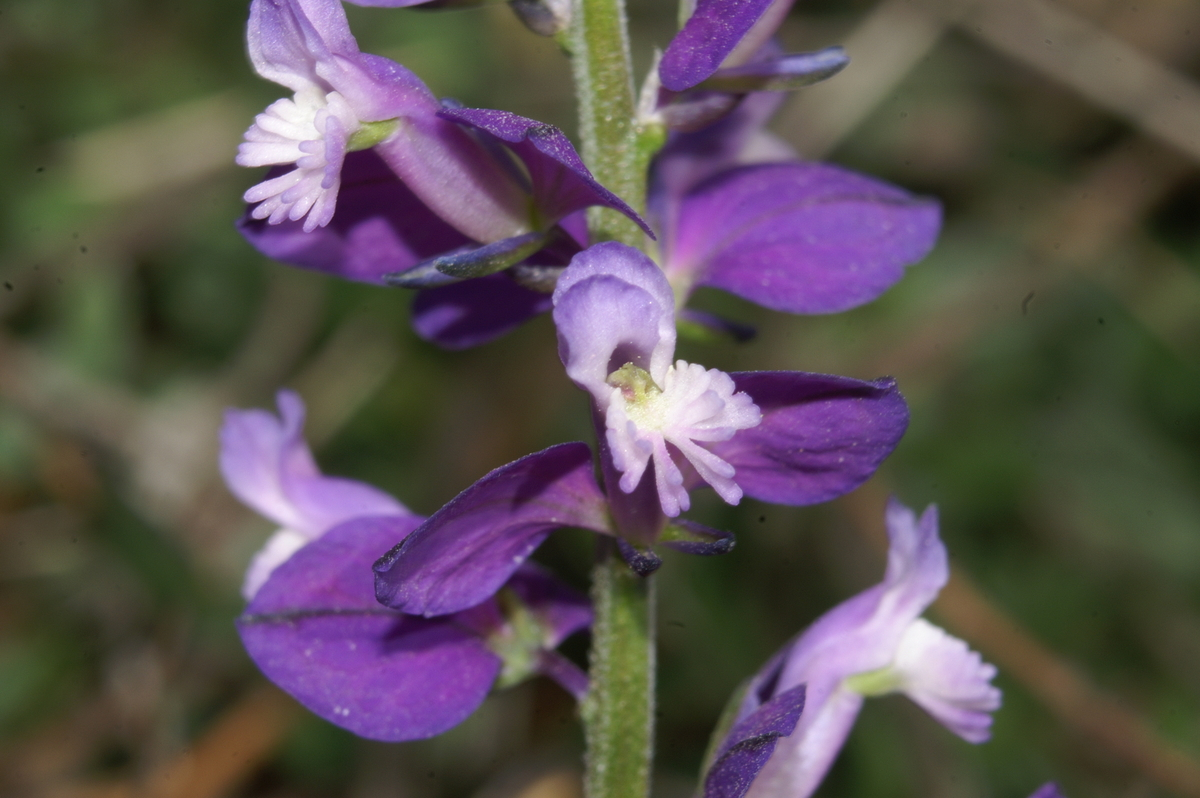
Flor

## Descripción
Polygala vulgaris es una especie, delgada, perenne, de tallos extendidos de hasta 35 cm, y tronco leñoso. Hojas obovadas a elípticas, las superiores lineal-lanceoladas y más largas. Flores azules, rosas o blancas, en largas inflorescencias terminales cónicas; brácteas aproximadamente del largo de los cabillos. Flores 4-7 mm; sépalos desiguales, los internos mucho más largos que los externos. Fruto aproximadamente del largo del largo de los sépalos externos. Especie muy variable. Florece en primavera y verano.

## Habitat
Poligala vulgaris crece en prados, laderas, bordes de bosques, brezales, bosques soleados, dunas y pastizales. Es frecuente en parches sobre pastizales calcáreos, desde el nivel del mar hasta los 2200 metros.

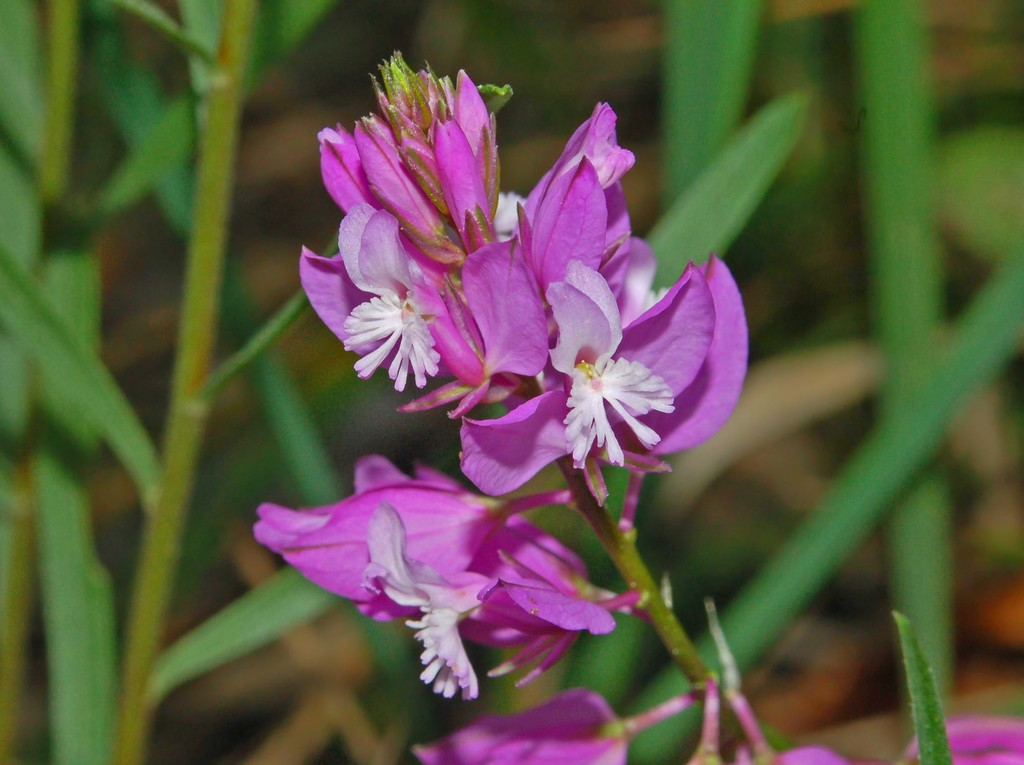

## Distribución
Esta especie está muy extendida en Europa, en Asia hasta Japón y en Estados Unidos (Oregón y Míchigan).

## Taxonomía
Polygala vulgaris fue descrita por Carlos Linneo y publicado en Species Plantarum 2: 702. 1753.
Etimología
Polygala: nombre genérico que deriva del griego y significa
"mucha leche", ya que se pensaba que la planta servía para aumentar la producción de leche en el ganado.
vulgaris: epíteto latíno que significa "vulgar, común".
Sinonimia
- Polygala angustifolia Gilib.
- Polygala oxyptera Rchb.
- Polygala vulgaris subsp. oxyptera Lange[5]

## Nombres comunes
- Castellano: hierba de la cría (2), hierba lechera (5), lechera (3), poligalon, polygala, polygalo, polígala (2), polígala común (3), polígala lechera, polígala vulgar, serranilla, serranita, yerba lechera. (el número entre paréntesis indica las especies que tienen el mismo nombre en España)[6]

## Cultura
En Escandinavia, se llamaba cabello de Freya, pero después de la introducción del cristianismo, se le cambió el nombre a la Virgen María.